# خوسيه إسكوبار
خوسيه إسكوبار (بالإسبانية: José Escobar)‏ هو لاعب كرة قاعدة فنزويلي، ولد في 30 أكتوبر 1960 في ياراكوي في فنزويلا.

## وصلات خارجية
- خوسيه إسكوبار على موقعبيزبول رفرنس.كوم (الدوري الرئيسي) (الإنجليزية)